# Intetics
 (février 2024).
L'article doit être relu — et modifié si nécessaire — par des contributeurs indépendants pour apporter un regard critique aux contributions effectuées en violation des conditions d'utilisation de Wikipédia, tant sur la forme (notamment concernant le style encyclopédique, la proportionnalité) que sur le fond (la neutralité de point de vue, la qualité et l'indépendance des sources).
(Politique pour les contributions rémunérées | Comprendre le dépubage | En discuter)
 (novembre 2021).
Intetics Inc. est une entreprise technologique américaine qui fournit des services de développement personnalisé d'applications logicielles, de création d'équipes distribuées, d'évaluation de la qualité de produits logiciels et de solutions « tout numérique » construites avec les technologies SMAC, RPA, AI/ML, IoT, blockchain et GIS/UAV/LBS. Basée à Naples, en Floride, Intetics opère à partir de plusieurs bureaux aux États-Unis, en Europe et en Amérique latine.

## Histoire
En 1995, Intetics a été fondé par Boris Kontsevoi en Biélorussie ; à l'époque, la société s’appelait « Client-Server Programs ». Fin 1995, il y avait environ 10 000 sites web dans le monde, et le nombre d'utilisateurs d'Internet atteignait à peine 16 millions.
En 1996, la société a rejoint le programme Microsoft Certified Solution Provider.
L'année suivante, le siège de la société a été transféré à Prague, en République tchèque. Intetics développe des sites web depuis 1997, c’est-à-dire depuis les débuts du World Wide Web (WWW).
Intetics adhère au Manifeste Agile qu’elle a signé en mai 2002, un an après que les auteurs du document aient ouvert ce dernier à la signature.
En 2003, la société a commencé à opérer son activité sous la marque Intetics. Le nom Intetics est l'amalgame des mots Internet, technologie et éthique. En 2003, la société s'est installée à Chicago, dans l'Illinois, et a commencé ses activités sous le nom d'Intetics, qui signifie « Internet. Technology. Ethics », qui représente le code de conduite et l'ADN de l'entreprise, avec la devise : « Where Software Concepts Come Alive™ » (Où les concepts logiciels prennent vie). L'entreprise s'est développée organiquement jusqu’à atteindre 80 personnes,,.
En 2004, à l'aube de la révolution des réseaux sociaux entraînée par le lancement de YouTube et de Facebook, Boris Kontsevoi a lancé Offshore Dedicated Team. Ce nouveau modèle d'entreprise est devenu par la suite la norme du secteur.
Le deuxième centre de développement d'Intetics, fortement spécialisé dans les SIG, a été ouvert à Kharkiv, en Ukraine, l'année suivante,.
En 2008, la société est entrée pour la première fois dans l'Inc. 5000. Depuis, Intetics a figuré huit autres fois sur la liste des Inc. 5000.
Intetics a ouvert plusieurs bureaux dans le monde en 2009.
En 2010, Boris Kontsevoi, président-directeur général de l'entreprise, a reçu le titre de Certified Outsourcing Professional (COP) décerné par l'IAOP, devenant ainsi le premier COP d'Europe de l'Est.
En 2011, alors que le monde découvrait le terme Industrie 4.0, introduit pour décrire les progrès technologiques rapides du 21e siècle, Boris Kontsevoi a inventé le Remote In-Sourcing, un modèle avancé de formation d'équipes logicielles,.
Intetics a ouvert un centre de développement à Kiev, en Ukraine, en 2012.
L'année suivante, le chiffre d'affaires du marché ukrainien des services informatiques a atteint le premier milliard de dollars, et Intetics s'est développé dans l'UE avec une nouvelle succursale : Intetics GmbH à Düsseldorf, en Allemagne.
En 2014, Intetics a ouvert son bureau de représentation à Londres, au Royaume-Uni, et l'équipe de la société s'est agrandie pour atteindre 450 personnes.
En 2015, Intetics a remporté le prix du contrat BPO européen de l'année décerné par la National Outsourcing Association (NOA). La NOA est l'ancien nom de la Global Sourcing Association (GSA), qui a fonctionné pendant 29 ans, jusqu'en 2016,,.
Le siège d'Intetics a été transféré de l'Illinois à Naples, en Floride, en 2016. La même année, Boris Kontsevoi a formulé les principes de l'ingénierie logicielle prédictive et inventé TETRA, une plateforme de réduction de la dette technique. L'entreprise a également créé un centre de développement à Cracovie, en Pologne. Depuis 2016, Intetics est un donateur régulier de Wikipédia et de la Fondation Wikimedia,.
Intetics a remporté le prix du projet d'externalisation africain de l'année lors des Global Sourcing Awards 2018 de la GSA.
En 2018, Intetics est devenu le partenaire de conseil standard d'AWS,.
En 2019, l'entreprise est devenue un partenaire Gold de l'IT Arena 2019. En 2019, l'entreprise a ouvert des centres de développement à Odessa et Vinnytsia, en Ukraine.
En 2020, Intetics a fait partie des développeurs de l'application mobile DIIA,. En 2020, le bureau de représentation d'Intetics à Raleigh, NC, a été ouvert et l'équipe a atteint 700 personnes.
En 2021, la société a lancé un nouveau site web avec des fonctionnalités actualisées. Le nouveau site web d'Intetics a reçu 3 nominations : celle du Meilleur site web de fournisseur de services d'application, celle du Meilleur site web de logiciel, et celle Meilleur site web d'entreprise internationale de la part de la Web Marketing Association. Cette étape importante coïncide avec un moment où le nombre total d'utilisateurs de l'internet a dépassé les 5 milliards.
En 2022, des bureaux ont été ouverts en Pologne (Varsovie), en Arménie (Erevan), en Géorgie (Batumi) et en Moldavie (Chisinau),.
Intetics a fourni des conseils d'experts pour la nouvelle législation lors du lancement de Diia City - le nouveau cadre juridique pour l'industrie informatique ukrainienne - et a rejoint le cluster informatique de Lviv pour contribuer à l'infrastructure informatique en Ukraine.
En avril 2022, l'entreprise a ouvert un nouveau bureau de représentation à Lviv et un centre d'hébergement pour les employés déplacés des régions d'Ukraine touchées par l'invasion russe de l'Ukraine. Malgré la guerre, l'entreprise a continué à fournir des services sans interruption et a apporté un soutien constant aux employés locaux. Elle a notamment contribué à la réinstallation des familles et à la fourniture de l'aide nécessaire et des possibilités d'emploi,.
En août 2022, Intetics a ouvert son premier bureau en Amérique latine, à Bogota, en Colombie.
En 2022, l'entreprise a publié un Lexique des technologies émergentes, couvrant les tendances informatiques et les définitions des technologies émergentes à des fins d'analyse et de référence. Ce lexique est ouvert aux contributions.
En février 2023, AWS a accordé à Intetics une accréditation de partenaire de services avancés,.
En avril 2023, Intetics lance Future TechTalk, le premier podcast axé sur l'IA qui présente les actualités de l'industrie informatique et les tendances technologiques.

## Activité
Intetics Inc. est une société technologique américaine leader qui propose le développement d'applications logicielles personnalisées, la création d'équipes distribuées, l'évaluation de la qualité des produits logiciels et des solutions « tout numérique » construites avec les technologies SMAC, RPA, AI/ML, IoT, blockchain et GIS/UAV/LBS. En s'appuyant sur les business model Offshore Dedicated Team® et Remote In-Sourcing®, ainsi que sur une plateforme de réduction de la dette technique (TETRA™) et des accords de service mesurables pour l'ingénierie logicielle, Intetics aide les organisations à capitaliser sur des talents mondiaux experts en ingénierie et sur le cadre du Predictive Software Engineering,. Les secteurs d'activité de l'entreprise comprennent l'éducation, les services de santé, la logistique, le secteur des sciences de la vie, la finance, les assurances, les communications et les solutions ERP, CRM, Intelligent Automation et géospatiales personnalisées. Les clients d'Intetics sont des startups, des firmes, des sociétés, et des entreprises qui figurent parmi le classement Fortune 500.
Entre 2006 et 2010, la société a obtenu les certifications de qualité et de sécurité ISO 9001 et ISO 27001,,. Intetics est partenaire de Microsoft Gold, Amazon et UiPath,.
Le fondateur et PDG de l'entreprise est Boris Kontsevoi. Il est également devenu le premier membre du conseil technologique de Forbes en Europe de l'Est en 2017,.

## Notations
- IAOP's Global Outsourcing 100 (2006-2008, 2010–2017, 2019–2020)[52]
- FORTUNE & Statista's America's Most Innovative Companies (2023)[53]
- Classement du Financial Times : Les entreprises américaines à la croissance la plus rapide (2022)[54]
- Prix « Friendly Workplace » décerné par Marka Pracodawcy (2022)[55]
- Prix de la Web Marketing Association : Meilleur site Web de fournisseur de services d'application, Meilleur site Web de logiciels informatiques, Meilleur site Web d'entreprise internationale (2022) Software Website, Meilleur site Web d’affaires internationales (2021)[56]
- Inc. 5000 Fastest-Growing Companies (2008-2015, 2021)[57]
- GSA UK Shortlist (5 catégories) (2021)[58],[59]

- Le PDG d'Intetics figure dans le «Top 100 Tech Innovators and Influencers» du Intercon 2020-2021 Awards Program

- Listé parmi les meilleures sociétés de développement Android (2021)[60]

- Best Application Service Provider Website, Best Software Website, Best International Business Website de la Web Marketing Association (2021)[31]

- Société de développement informatique la mieux valorisée en Ukraine (2021)[61]
- CEE BUSINESS SERVICES AWARDS (2019)[62]

- Entreprise classée parmi les 500 entreprises de Software Magazine (2010-2018)[63]

- CV Magazine's Software & Technology Innovation Award 2016[64]

- ACQ5 Global Awards (2017, 2019)[65],[66]

- Classement Clutch des 100 meilleures entreprises b2b de l'industrie informatique (2020)[67]

- La 16e édition des American Business Awards (2018) Gagnant du prix BRONZE STEVIE : Intetics TETRA[68]
- GSA Global Sourcing Awards - Projet d'externalisation africain de l'année (pour la technologie) - Intetics (2018)[23]
- Prix de l'innovation logicielle et technologique décerné par CV Magazine en 2016[69]
- Prix européen de l'externalisation décerné par l'Association européenne de l'externalisation (EOA) : Intetics lauréat du « Contrat BPO européen de l'année » et du « Projet d'externalisation informatique européen de l'année » (2015)[18]